# 阿不力孜·阿吉
阿不力孜·阿吉（?—1998年1月27日），男，维吾尔族，新疆叶城人，中国伊斯兰教大毛拉。

## 生平
阿不力孜·阿吉是叶城县政协常委、叶城县大淸真寺主持。
1993年8月24日，两名"东突"恐怖分子将叶城县政协常委、叶城县大清真寺主持阿不力孜大毛拉剌成重伤。 
1998年1月27日，以买买提·吐尔逊为首的恐怖分子将赴清真寺做礼拜的阿不力孜·阿吉枪杀。